# Zygmunt Laskowski

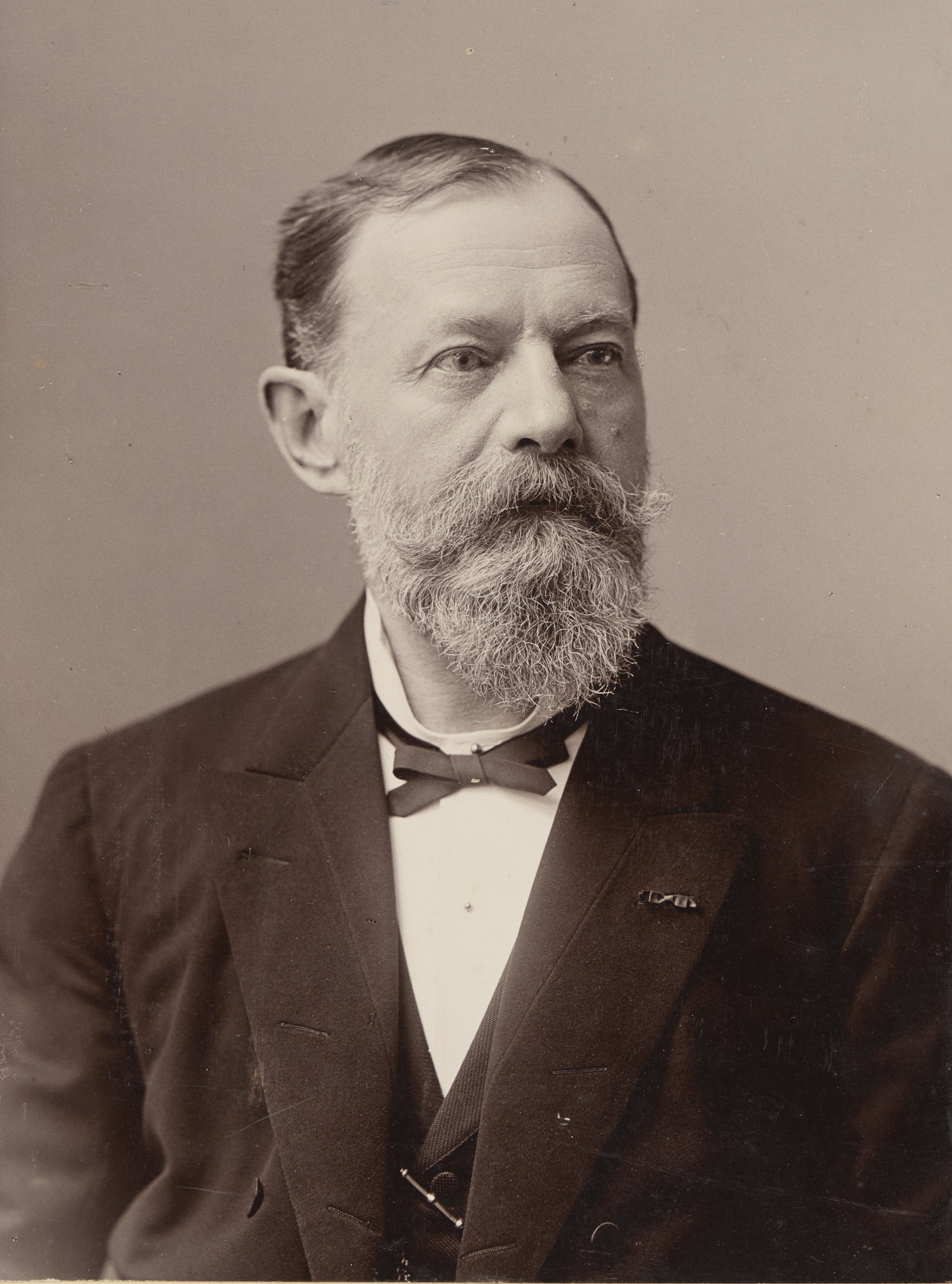
Zygmunt Laskowski (1909)

Zygmunt Władysław Laskowski (auch: Sigismond Ladislas Laskowski und Sigismund Landislaus Laskowski, selten Laskowsky; * 19. Januar 1841 in Warschau, Polen; † 15. Mai 1928 in Genf, Schweiz) war ein französisch-polnischer Mediziner und Hochschullehrer.

## Leben und Wirken
Zygmunt Laskowski war der Sohn des Ratsherrn Mateusz Laskowski. 1858 begann er sein Studium der Medizin an der teilweise wiedereröffneten Medizinisch-Chirurgischen Akademie in Warschau und studierte dort vier Jahre bei Henryk Fryderyk Hoyer und Ludwik Maurycy Hirszfeld. Laskowski war aktiv an der Vorbereitung des Januaraufstandes 1863 in Polen beteiligt und reiste dafür im Juli desselben Jahres nach Paris; nach der Niederschlagung des Aufstandes kehrte er jedoch nicht mehr nach Polen zurück.
Im Jahr 1864 begann Laskowski sein Studium der Medizin wieder aufzunehmen. An der University of Cambridge besuchte er Vorlesungen beim Professor für Physiologie und Anatomie George Murray Humphry und am Lehrkrankenhaus St Bartholomew’s Hospital in London bei Professor Backes-Broron. 1865 kehrte er nach Paris zurück und führte dort sein Studium an der medizinischen Fakultät bei Marie Philibert Constant Sappey fort, welches er 1867 mit einer Arbeit über Ovarialtumoren abschloss. Bereits zu dieser Zeit entwickelte er ein neues Verfahren zur Konservierung von ganzen Leichen als auch von einzelnen Präparaten durch eine Glycerin-Phenol-Mischung, welche die Präparate ein frisches Aussehen, als auch ihre ursprüngliche Weichheit und Elastizität behalten ließ.
Anschließend arbeitete er als Assistenzprofessor für Anatomie und Chirurgie an der praktischen Schule der Pariser medizinischen Fakultät. Beim Deutsch-Französischen Krieg 1870/71 diente er freiwillig als Arzt und Chirurg und erhielt dafür das Ritterkreuz der Ehrenlegion sowie die französische Staatsbürgerschaft verliehen. Am 18. Februar 1876 wurde Laskowski zum Professor für normale Anatomie an die neu gegründete medizinische Fakultät der Universität Genf berufen. Dort war er 1891/92 und von 1907 bis 1912 Dekan der Fakultät, veröffentlichte anatomische Atlanten und wurde 1916, als er in Ruhestand ging, zum Ehrendoktor der Universität ernannt. Bereits 1900 hatte er die Ehrendoktorwürde der Jagiellonen-Universität in Krakau verliehen bekommen.
In den letzten Jahren seines Lebens betätigte er sich auch als Amateurastronom; seine wichtigste Entdeckung auf dem Gebiet der Astronomie war die Entdeckung der Nova Aquilae am 7. Juni 1918.
Laskowski heiratete am 2. August 1874 Zofia Czaplicka in Krakau. Aus der Ehe stammen fünf Kinder: zwei Söhne und drei Töchter.

## Werke (Auswahl)
- Étude sur l’hydropisie enkystée de l’ovaire et son traitement chirurgical. Adrien Delahaye, Paris 1867 (französisch, 109 S.).
- Ueber ein neues Verfahren von Conservirung anatomischer Leichentheile. In: Bernhard Kraus (Hrsg.): Allgemeine Wiener medizinische Zeitung. 17. Jahrgang, Nr. 29. J. B. Wallishausser’s k. k. Hoftheater-Buchdruckerei, Wien 16. Juli 1872, S. 271–272 (onb.ac.at [abgerufen am 12. April 2019]).
- Sigismond Laskowski: Atlas anatomique. Cinq grandes planches lithographiées. Genève 1877 (französisch).[3]
- Procédé de conservation des cadavres et des préparations anatomiques. In: Prévost, Reverdin, Picot, d’Espine (Hrsg.): Congrès périodique international des sciences médicales. Comptes rendus et mémoires. 5me session Genève (9 au 15 septembre 1877). H. Georg, Genève 1878, S. 697–703 (französisch, bnf.fr [abgerufen am 12. April 2019]).
- L’Embaumement la conservation des sujets et les préparations anatomiques. Mémoire couronné par l’Académie des Sciences de Caen. H. Georg, Genève 1886 (französisch, 154 S., uanl.mx [PDF; 15,4 MB; abgerufen am 12. April 2019]).
- Grand Atlas iconographieque d’Anatomie normale à l’usage des anatomistes, des mèdecins et des étudiants en médicine. XVI grandes planches chromolithographiques représentant tous les systèmes et tous les organes du corps humain, et texte explicatif en français et en latin. Braun et Cie, Genève 1894 (französisch, Latein).[3]
- Atlas iconographique d’Anatomie normale du corps humain à l’usage des Ecoles supérieures et moyennes, des peintres et des statuaires. Ouvrage composé de VIII grandes planches murales en chromolithograpie et d’un texte en français et en latin. Braun et Cie, Genève 1894 (französisch, Latein).[3]